# كريس رودريغيز
كريس رودريغيز (بالإنجليزية: Chris Rodriguez)‏ هو موسيقي أمريكي، ولد في 1960.